# Miklós Perényi
Miklós Perényi, né le 5 janvier 1948 à Budapest, est un violoncelliste hongrois. Il est également professeur de musique à l'Académie Franz Liszt de Budapest.

## Biographie
Miklós Perényi a été formé à l'Académie Franz Liszt dans sa ville natale de Budapest. En 1963, il obtient un prix au Concours international de violoncelle Pablo-Casals. En 1965 et 1966, Pau Casals l'invita à ses cours donnés à Porto Rico, suivi de plusieurs participations au Marlboro Festival. En 1974, il devient enseignant à l'Académie Franz Liszt de Budapest, avant d'y recevoir une chaire de professeur en 1980.
Sa carrière de soliste le mène sur les scènes internationales. Il est l'invité régulier du Théâtre de la Ville à Paris depuis de nombreuses années pour des œuvres solistes ou de musique de chambre.
Son violoncelle est un Gagliano datant de 1730.

## Décorations
- Chevalier de l'ordre des Arts et des Lettres (2002)
- Commandeur de l'ordre du Mérite hongrois (2006)

## Discographie sélective
Il possède une discographie importante et variée d'une trentaine de disques chez Hungaroton et ECM New Series.